# Grand Prix Llodio
Le Grand Prix de Llodio (en espagnol : Gran Premio de Llodio) est une course cycliste disputée autour de la ville de Laudio, dans la communauté autonome du Pays basque. Créé en 1949, il a fait partie de l'UCI Europe Tour de 2005 jusqu'à sa dernière édition en 2011 dans la catégorie 1.1.
Son parcours s'élève à plusieurs reprises (Puerto de Altube, Alto de Garate, Alto de Malkuartu), amenant le peloton à plus de 700 mètres d'altitude.
Disputé jusqu'alors au mois de juin, le GP Llodio a été déplacé au mois de mars en 2008. Il n'a pas lieu en 2012 pour raisons financières. En janvier 2013, les organisateurs annoncent qu'ils renoncent à organiser la prochaine édition, n'ayant pu réunir les 70 000 euros nécessaires. Ce deuxième renoncement signifie la suppression définitive de cette épreuve.

## Palmarès
| Année | Vainqueur                        | Deuxième                       | Troisième                   |
| ----- | -------------------------------- | ------------------------------ | --------------------------- |
| 1949  | Félix Vidaurreta                 | Óscar Elguezabal               | Pastor Rodríguez            |
| 1950  | Jesús Morales                    | José Orbegozo                  | Francisco Bilbao            |
| 1951  | Carmelo Morales                  | Francisco Bilbao               | Jesús Morales               |
| 1952  | Jesús Galdeano                   | Vicente Sarduy                 | Carmelo Morales             |
| 1953  | Antonio Barrutia                 | Miguel Garay                   | Erasmo Guerricaechevarría   |
| 1954  | Antonio Barrutia                 | Carmelo Morales                |                             |
| 1955  | Martín Erausquin                 | Roberto Morales                | Fausto Iza                  |
| 1956  | Roberto Morales                  | Fausto Iza                     | Tomás Oñaederra             |
| 1957  | Carlos Pérez                     | Francisco Moreno               | José Ramón Azcárate         |
| 1958  | Antonio Ferraz                   | Fausto Iza                     | Antonio Karmany             |
| 1959  | Antonio Ferraz                   | José Luis Talamillo            | José Manuel Menéndez        |
| 1960  | Julio Jiménez                    | José María López Cano          | José Segú                   |
| 1961  | José Bernárdez                   | José Miguel Bilbao             | Carlos Pérez                |
| 1962  | Juan María Balier                | Fernando Amarica               | José Sousa                  |
| 1963  | Valentín Uriona                  | José Antonio Momeñe            | Félix Jauregui              |
| 1964  | Juan José Sagarduy               | José Antonio Momeñe            | Sebastián Elorza            |
| 1965  | Andrés Incera                    | Juan José Sagarduy             | José Luis Bilbao            |
| 1966  | José Manuel López Rodríguez      | Antonio Blanco                 | Joaquín Galera              |
| 1967  | José Antonio Momeñe              | Antonio Gómez del Moral        | Jorge Marine                |
| 1968  | Luis Ocaña                       | José Antonio Momeñe            | José Ramón Goyeneche        |
| 1969  | Domingo Perurena                 | Daniel Varela                  | José Gómez Lucas            |
| 1970  | Domingo Perurena                 | Antonio Gómez del Moral        | Carlos Echeverría           |
| 1971  | Celestino Padilla                | Paulino Martínez               | José Luis Alvarado          |
| 1972  | Domingo Perurena                 | Agustín Tamames                | José Manuel López Rodríguez |
| 1973  | Javier Elorriaga                 | Miguel María Lasa              | Luis Abilleira              |
| 1974  | Antonio Menéndez                 | José Luis Uribezubia           | Germán Martín               |
| 1975  | José Luis Uribezubia             | Antonio Menéndez               | Ventura Díaz                |
| 1976  | Luis Alberto Ordiales            | Sebastián Pozo                 | Anastasio Greciano          |
| 1977  | Bernardo Alfonsel                | Francisco Galdós               | José Manuel García          |
| 1978  | Ismaël Lejarreta                 | Felipe Yáñez                   | Fernando Benejan            |
| 1979  | Francisco Albelda                | Marino Lejarreta               | Ramón Ladrón de Guevara     |
| 1980  | Felipe Yáñez                     | José Luis Blanco               | Antonio Coll                |
| 1981  | Jorge Ruiz Cabestany (es)        | Manuel Esparza                 | Federico Echave             |
| 1982  | Antonio Coll                     | Marino Lejarreta               | José Recio                  |
| 1984  | Alfonso Gutiérrez                | Eulalio García                 | Iñaki Gastón                |
| 1985  | Julián Gorospe                   | Antonio Coll                   | José Luis Laguía            |
| 1986  | Ángel Camarillo                  | Laudelino Cubino               | Carlos Hernández Bailo      |
| 1987  | Pello Ruiz Cabestany             | José Enrique Carrera           | Rolando Ovando (es)         |
| 1988  | Carlos Hernández Bailo           | Javier Murguialday             | Javier Garciandia (es)      |
| 1989  | Manuel Jorge Domínguez           | Alfonso Gutiérrez              | José Juan Cañellas          |
| 1990  | Aitor Garmendia                  | Ramón González Arrieta         | Neil Stephens               |
| 1991  | Juan Carlos Martín Martínez (es) | Pedro Díaz Zabala (es)         | Carmelo Miranda             |
| 1992  | Ángel Edo                        | José Ramón Uriarte             | Carlos Galarreta (es)       |
| 1993  | Miguel Ángel Martínez            | Ángel Edo                      | Oleh Petrovich Chuzhda      |
| 1994  | Assiat Saitov                    | Javier Palacín (es)            | Alfonso Gutiérrez           |
| 1995  | Marino Alonso                    | Adriano Baffi                  | Javier Pascual Rodríguez    |
| 1996  | David Etxebarria                 | Alessandro Calzolari           | Paolo Lanfranchi            |
| 1997  | José Luis Rodríguez García       | Abraham Olano                  | Jon Odriozola               |
| 1998  | Serguei Smetanine                | Iván Cerioli                   | Mario Traversoni            |
| 1999  | Marco Velo                       | Roberto Heras                  | Roberto Sgambelluri         |
| 2000  | Miguel Ángel Martín Perdiguero   | Aitor González                 | Javier Otxoa                |
| 2001  | Juan José de los Ángeles         | David Fernández Domingo        | Diego Ferrari               |
| 2002  | José Iván Gutiérrez              | Fernando Torres                | Gilberto Simoni             |
| 2003  | Juan Manuel Fuentes              | Carlos García Quesada          | Koldo Gil                   |
| 2004  | Unai Etxebarria                  | Miguel Ángel Martín Perdiguero | Matteo Carrara              |
| 2005  | David Herrero                    | Jorge Ferrío                   | Javier Pascual Rodríguez    |
| 2006  | Jaume Rovira                     | Adolfo García Quesada          | Koldo Gil                   |
| 2007  | David de la Fuente               | Jesús del Nero                 | José Miguel Elías           |
| 2008  | Héctor Guerra                    | José Joaquín Rojas             | Aitor Galdós                |
| 2009  | Samuel Sánchez                   | David de la Fuente             | Ezequiel Mosquera           |
| 2010  | Ángel Vicioso                    | Marcos García                  | Jérôme Coppel               |
| 2011  | Santiago Pérez                   | Daniele Ratto                  | Marcos García               |